# Schlacht bei Fulford
Die Schlacht bei Fulford fand am 20. September 1066 bei der Ortschaft Fulford in der Nähe von York statt. Sie ist die erste von drei Schlachten im Kampf um den englischen Thron nach dem Tod König Eduards des Bekenners. Der norwegische König Harald, genannt Hardråde (deutsch: „der Harte“), und sein angelsächsischer Verbündeter Tostig Godwinson, ein Bruder des englischen Königs Harold Godwinson, landeten in der ersten Septemberhälfte des Jahres 1066 mit schätzungsweise mehr als 8.000 Kämpfern in Nordengland. Ihnen stellten sich Morcar, der Earl of Northumbria, und sein Bruder Edwin, der Earl of Mercia, mit ihrem Aufgebot entgegen. Nach einer den Quellen zufolge sehr blutigen Schlacht blieben die Norweger siegreich.

## Ausgangslage
Nachdem Eduard der Bekenner am 5. Januar 1066 ohne legitimen Erben gestorben war, wurde Harold Godwinson, der Earl von Wessex, zum englischen König gewählt. Der norwegische König stellte selbst einen Anspruch auf die englische Königskrone, verbündete sich dazu mit Harolds Bruder Tostig, der seit Ende 1065 im Exil lebte, und verließ Norwegen mit vermutlich bis zu 300 Schiffen. Schon kurz nach der Landung in Riccall (heute zum Selby District in der Grafschaft North Yorkshire gehörig) stellten sich ihm und Tostig die beiden Brüder Morcar und Edwin mit ihrem Aufgebot entgegen.

## Die Schlacht
Alle Schilderungen der Schlacht sind äußerst unklar und widersprechen sich hinsichtlich ihrer Details. Nicht weniger unklar sind auch die Umstände, die dazu führten, dass es bei Fulford überhaupt zur Schlacht kam. Aufgrund des Quellenmangels lassen sich darüber allenfalls Mutmaßungen anstellen, weswegen Forscher dieser Frage auch nicht selten aus dem Weg gingen.
Vermutet wurde, dass Edwin und Morcar es fertiggebracht hätten, die norwegische Armee und ihre Verbündeten abzufangen, bevor sie York erreichen konnten. Diese Vermutung stützt sich auf eine Angabe in der Handschrift C der Angelsächsischen Chronik, wo zu lesen ist, dass die beiden Earls, nachdem sie von der Ankunft der verbündeten Flotten von Harald und Tostig erfahren hatten, in „ihrem“ Earldom eine Armee aufgeboten hätten und den Invasoren mit dieser entgegen gezogen seien. Da Edwin und Morcar aus Mercia stammten, hatten sie sich zurzeit der Ankunft von Haralds und Tostigs Streitmacht möglicherweise dort aufgehalten und waren mit ihren eiligst einberufenen Kämpfern dann Richtung York marschiert. Umgekehrt wurde auch angenommen, dass es den Norwegern und ihren Verbündeten gelungen sei, die Armee der beiden Earls zu stellen, bevor sie sich in York zur Verteidigung einrichten konnte. Eine andere Vermutung geht dahin, dass Edwin und Morcar, die auf sich allein gestellt waren, sich entschieden hätten, die Norweger an einem sorgfältig ausgesuchten Ort, an dem sie ihre zahlenmäßige Überlegenheit nicht voll zur Geltung bringen konnten, zur Schlacht zu stellen. Dabei wird dieser Versuch zum Teil als eine Art Verzweiflungsakt einer hoffnungslos unterlegenen angelsächsischen Truppe, zum Teil als Kalkül zweier Armeeführer angesehen, deren Truppe zwar kleiner als die ihres Gegners war, aber dennoch hinsichtlich ihrer Kampfkraft nicht zu unterschätzen gewesen sei. Dieser Lesart zufolge hätten sich die beiden Earls durchaus Chancen ausgerechnet, die Invasoren gleich zu Beginn ihres Unternehmens zurückschlagen zu können. Damit wären wohl auch alle Englandpläne des norwegischen Königs und Tostigs dahin gewesen.
Was die Schlacht betrifft, so legen moderne Rekonstruktionsversuche folgenden Ablauf nahe: Die Streitmacht Harald Hardradas hatte sich taktisch günstig auf einer Anhöhe postiert, von der aus er das Schlachtfeld gut überblicken konnte. Die Angelsachsen hingegen standen am Fuß dieser Anhöhe und mussten bergauf kämpfen. Edwin startete dennoch den Angriff auf den schwächeren Teil der norwegischen Streitmacht und konnte sie zunächst ins unwegsame Marschland abdrängen. Dieser Erfolg verpuffte jedoch, als Harald frische und kampfstärkere Truppen einsetzte, welche die Angelsachsen zurückdrängten.
Harald reagierte unverzüglich, indem er noch mehr Männer zur rechten Flanke schickte, um auch das gegnerische Zentrum attackieren zu können. Die hier kämpfenden Angelsachsen wurden von der Hauptstreitmacht abgeschnitten und zogen sich in ein Dorf zurück, wo sie eine letzte Stellung bezogen, aber auch diese Stellung fiel, genauso wie das Zentrum. Die Angelsachsen waren besiegt. Morcar und Edwin überlebten den Kampf im Zentrum jedoch und konnten sich in Sicherheit bringen.

## Bedeutung und Folgen
Fulford, die erste der drei großen Schlachten, die 1066 ausgefochten wurden, galt und gilt als die „vergessene Schlacht“. Dabei habe sie, so eine gängige Lesart, bereits eine erste Vorentscheidung für den weiteren Verlauf des Ringens um den englischen Thron gebracht. In Verbindung mit dem nachfolgenden Sieg bei Stamford Bridge habe die Schlacht bei Fulford letztlich nicht unerheblich zum Untergang Harold Godwinsons beigetragen.
Hätten, so wurde argumentiert, die beiden Earls Edwin und Morcar mit ihrem Angriff abgewartet, wäre es ihnen vermutlich möglich gewesen, sich mit Harolds aus Südengland heraneilender Armee zu vereinen und die Schlacht gegen die norwegischen Invasoren mit diesem gemeinsam zu schlagen. Der Sieg wäre für die verbündete angelsächsische Armee dann wohl leichter und in Summe mit bedeutend weniger Verlusten zu erringen gewesen. So aber hätten die starken Verluste der Angelsachsen in der Schlacht bei Fulford faktisch dazu geführt, dass die von Edwin und Morcar geführte Armee in Nordengland als militärischer Faktor für die kommende Entscheidungsschlacht gegen Wilhelm den Eroberer quasi ausgeschaltet worden sei; und die nachfolgende Schlacht bei Stamford Bridge habe zudem auch die von König Harold geführte angelsächsische Armee aus dem Süden nicht unerheblich geschwächt.
Für Wilhelm den Eroberer habe sich das als ein nicht zu unterschätzender Vorteil in der Schlacht bei Hastings, der dritten und letzten Schlacht des Jahres 1066, erwiesen. Während Wilhelms Truppen dem Kommenden relativ frisch und ausgeruht entgegensehen hätten können, wären Harolds Kämpfer durch den Gewaltmarsch nach Norden und wieder zurück nicht nur physisch in Mitleidenschaft gezogen, sondern durch die vorangegangene Schlacht bei Stamford Bridge auch einigermaßen dezimiert und damit eindeutig im Nachteil gewesen.
Solchen Überlegungen liegt eine scheinbar immer gültige militärische Logik zugrunde, die von (Militär-)Historikern gerne dann bemüht wird, wenn die Quellen allzu viele Lücken aufweisen. Tatsächlich ist die der Schlacht bei Fulford zugrunde liegende Quellenbasis dermaßen schmal, dass alle Analysen der Schlacht und ihrer Folgen unweigerlich in den Bereich der Spekulation führen. Den Quellen lassen sich beispielsweise keinerlei handfeste Daten entnehmen, die es erlauben würden, den jeweiligen Wissensstand der Protagonisten auf angelsächsischer und norwegischer Seite und die diesem zugrundeliegenden Entscheidungsprozesse derselben zu rekonstruieren. Weder ist bekannt, wo sich Edwin und Morcar zur Zeit der Landung der Norweger bei Riccall aufhielten, noch ob sie überhaupt Kenntnis von deren Herannahen hatten und welche konkreten Pläne sie daraufhin fassten. Unbekannt ist auch, welche Pläne der norwegische König und sein Verbündeter Tostig Godwinson vor und nach ihrer Landung verfolgten und welche Informationen sie über ihre beiden Gegner hatten. Ferner ist nicht zu eruieren, ob es überhaupt eine realistische Chance für Edwin und Morcar auf der einen sowie König Harold auf der anderen Seite gegeben hat, ihre im Norden und Süden Englands ausgehobenen Armeen zu vereinen und den Norwegern gemeinsam entgegenzutreten und ob diese Option überhaupt jemals erwogen wurde.
Fest steht nur, dass die gewonnene Schlacht dem norwegischen König vorerst einmal York als Basis für seine weiteren Pläne sicherte. Letztlich stellte diese Schlacht – der letzte Sieg einer skandinavischen Armee auf englischem Boden – nur einen sehr kurzfristigen Erfolg dar. Schon fünf Tage später wurde die norwegische Armee in der Schlacht von Stamford Bridge nahezu völlig aufgerieben. Die „Gefahr im Norden“ war damit für König Harold Godwinson gebannt. Wie hingegen die Chancen für die beiden Earls Edwin und Morcar standen, die Norweger aus eigener Kraft mit Aussicht auf Erfolg abzuwehren, lässt sich aufgrund der oben gemachten Darlegungen nicht beantworten. Sicher ist, dass es zur Schlacht kommen musste, wollten Edwin und Morcar verhindern, dass sich der norwegische König Yorks als Basis für sein weiteres Vorgehen bemächtigt. Das hätte nämlich auch unweigerlich den Verlust ihres Herrschaftsgebiets bedeutet.